# 明日のための教会
明日のための教会（ドイツ語:  Kirche für morgen, Kfm）は、ヴュルテンベルク福音主義州教会で教会改革を主張する州教会総会内会派である。Kfmは教会の新たな活動スタイルや礼拝における新しい音楽導入を求め、官僚制教会ではなく民主的な教会を望み、イエス・キリストを尊き存在として信仰している。Kfmはヴュルテンベルク州教会総会内会派の一つとして2001年から活動を始め、2014年6月にはバーデン＝ヴュルテンベルク州カルフ郡ナーゴルトにおいて、250人（20人を超える牧師を含む）の教会員を有する公益社団法人になっている。

## 歴史

### 第13会期州教会総会選挙（2001年）
2001年2月にこの会派は設立され、2001年11月に開かれる州教会総会選挙を目標に活動を開始した。第13会期州教会総会には半数の選挙区に候補者を擁立することができた。さっそく支持者を得て、2人の候補者が州教会総会議員として選ばれた。

### 第14会期州教会総会選挙（2007年）
2007年の州教会総会選挙に際して、Kfmはさらに多くの有権者から支持された。Kfmに属する7人の候補者が州教会総会議員として選ばれた。2011年夏の州教会総会で1人の青年総会議員が加わった。

### 第15会期州教会総会選挙（2013年）
2013年12月の第15会期州教会総会選挙に際して、Kfmは「今こそ宗教改革」という選挙綱領で参加した。選挙綱領の中心テーマは現代に即した礼拝式導入と礼拝音楽刷新であり、より民主的な教会運営と時代に即応した教会組織作りを要求した。
明日のための教会(Kfm)は投票総数の約12%を得たが、選挙規定によって5人が州教会総会議員として選ばれた。

## 立場
Kfmは未来を見据えたヴィジョンで福音主義州教会を改革することを目指している。その改革は地域教会共同体（ゲマインデ）の段階からおこなわれる必要があり、例えばすべての教会員が司祭職を担えるようにすべきと提起している。加えて、追加の礼拝様式と地域教会共同体の新たな形を検討すべきとしている。全ての地域教会共同体に自分たちの牧師あるいは女性牧師を自由に選ぶ権利を与える必要があるとしている。さらに、教会税とは別の資金調達方法を促進し、教会運営における官僚制を終わらせることを主張している。ヴュルテンベルク福音主義州教会の他の総会内会派とは異なり、Ecclesia semper reformanda est（ラテン語）「教会は改革することを止めてはならない」という意味において、Kfmはマルティン・ルターの宗教改革思想を現代に即して変えていくことを主張している。

## 教会政治的傾向
教会を内側から改革し、それを実現するための規則を州教会総会で制定する目標を掲げることで、異なった教会政治的傾向を持つキリスト者たちを、Kfmは集めている。それゆえ、この会派の教会政治的傾向を進歩的、保守的という言葉で説明することはとても難しい。未来を導く集団形成として、Kfmは「左でなく、右でもなく、前を見よう！」というスローガンを用いている。この短いスローガンがこの会派の教会政治的傾向を明らかにしている。

## 会派紹介メディア
Kfmは広報に際して、従来よりも洗練されたスタイルを用いている。2013年州教会総会議員選挙に用いたビデオクリップやステッカー、ポスター類に見られる。ソーシャルメディアにおいても、明日のための教会(Kfm)はフェイスブック、ツイッターを利用し、さらにYoutubeに独自チャンネルを開設している。会派の立場を表明する印刷物も活発に発行している 。さらに、通常は年3回、定期雑誌 Zitronenfalter を発行している。そこでは時事的な特集テーマが詳細に論じられており、とりわけ、活動実践報告が重視され、インタヴュー、賛否討論も掲載されている。加えて、地域教会共同体と州教会総会でのKfmの活動も報告されている。この定期雑誌はPDFファイルで会派のホームページで公開されており、ニュースレターの配信もおこなっている。